# Philautus sanctisilvaticus
Philautus sanctisilvaticus är en groddjursart som beskrevs av Das och Shyamal Kumar Chanda 1997. Philautus sanctisilvaticus ingår i släktet Philautus och familjen trädgrodor. IUCN kategoriserar arten globalt som akut hotad. Inga underarter finns listade i Catalogue of Life.